# Оуян Цзыюань
Оуя́н Цзыюа́нь (кит. упр. 欧阳自远, пиньинь Ōuyáng Zìyuǎn, р.1935) — китайский геохимик и космохимик, научный руководитель китайской лунной программы.

## Биография
Родился в 1935 году в провинции Цзянси, окончил геологический колледж в Пекине, затем — докторантуру в пекинском университете наук о земле, специализировался на рудных месторождениях и геохимии. Впоследствии получил дополнительное образование в области ядерной физики и работал на ускорителе элементарных частиц.
Опубликовал более 160 научных трудов в области геохимии и космохимии. Оуяну принадлежит гипотеза о формировании железных метеоритов, которые упали в провинции Гирин в 1976 году, и теория многоэтапного формирования космических лучей. Избран членом Академии наук Китая в 1991 году.
Оуян был в числе первых учёных, выступивших за широкое освоение недр Луны, включающих не только добычу металлов, таких как железо, но и гелия-3, который может служить топливом для будущих термоядерных электростанций. В настоящее время Оуян занимает должность научного руководителя лунной программы Китая, известной как «программа Чанъэ». Является сторонником программы пилотируемых полётов на Луну, а также национальных исследований Марса.
12 ноября 2008 года, после публикации в Китае полной карты поверхности Луны, созданной на основе данных, переданных лунным модулем «Чанъэ-1», Оуян призвал все три азиатских страны, участвующие в исследованиях Луны — Китай, Индию и Японию — к расширению сотрудничества в целях дальнейшего освоения Луны.